# Ліповиця (Свентокшиське воєводство)
Ліповиця (пол. Lipowica) — село в Польщі, у гміні Хенцини Келецького повіту Свентокшиського воєводства.
Населення — 610 осіб (2011).
У 1975-1998 роках село належало до Келецького воєводства.

## Демографія
Демографічна структура на день 31 березня 2011 року:
|          | Загалом | Допрацездатний вік | Працездатний вік | Постпрацездатний вік |
| -------- | ------- | ------------------ | ---------------- | -------------------- |
| Чоловіки | 290     | 61                 | 197              | 32                   |
| Жінки    | 320     | 54                 | 201              | 65                   |
| Разом    | 610     | 115                | 398              | 97                   |